# Tropicus tuberculatus
Tropicus tuberculatus är en skalbaggsart som beskrevs av José Fernando Pacheco 1964. Tropicus tuberculatus ingår i släktet Tropicus och familjen strandgrävbaggar. Inga underarter finns listade i Catalogue of Life.